# 尚長榮
尚長榮（1940年—），男，祖籍河北，生于北京，中国京劇表演艺术家，一級演員，工淨行，師承陳富瑞、侯喜瑞等。國家級非物質文化遺產京劇項目代表性傳承人，在上海京劇院工作（1988年起）。

## 生平
尚长荣是尚小雲的兒子，在北京出生，祖籍河北。1959年到1988年在陝西省西安市的陝西省京劇團工作，曾任團長。2005年當選中國戲劇家協會主席。

## 演出作品
有《曹操與楊修》、《貞觀盛事》、《廉吏于成龍》等。

## 弟子
弟子有陳霖蒼等。

## 奖项和荣誉
多次得到中華人民共和國文化部文華獎文華表演獎 和中國戲劇梅花獎（他是史上第1位得到3次梅花獎的戲劇演員，就是2002年第19屆中國戲劇梅花獎的梅花大獎，史上得梅花大獎的演員目前只有4位，另3位是2007年第23屆中國戲劇梅花獎的宋国锋和茅威涛；2009年第24屆中國戲劇梅花獎的裴艷玲）。
2008年1月26日，他和趙燕俠、张春华、李金泉、王金璐、譚元壽、杜近芳、梅葆玖、劉秀榮、楊秋玲、李世濟、孫毓敏、劉長瑜、李长春、李維康、葉少蘭、張幼麟、李榮威、周仲博、汪慶元、陳少雲、王夢雲、孫正陽、關棟天共同列進中華人民共和國文化部第2批「國家級非物質文化遺產項目代表性傳承人」名單。